# Patajoma (Karesuando socken, Lappland)
Patajoma är en sjö i Kiruna kommun i Lappland och ingår i Torneälvens huvudavrinningsområde. Patajoma ligger i Pessinki fjällurskog Natura 2000-område.